# Kabankalan
Kabankalan is een stad in de Filipijnse provincie Negros Occidental. Bij de laatste census in 2007 had de stad bijna 167 duizend inwoners.

## Geografie

### Bestuurlijke indeling
Kabankalan is onderverdeeld in de volgende 32 barangays:
| - Bantayan - Barangay 1 - Barangay 2 - Barangay 3 - Barangay 4 - Barangay 5 - Barangay 6 - Barangay 7 - Barangay 8 - Barangay 9 - Binicuil | - Camansi - Camingawan - Linao - Locotan - Magballo - Oringao - Orong - Pinaguinpinan - Camugao - Carol-an - Daan Banua | - Hilamonan - Inapoy - Salong - Tabugon - Tagoc - Talubangi - Tampalon - Tan-Awan - Tapi - Tagukon |

## Demografie
Kabankalan had bij de census van 2007 een inwoneraantal van 166.970 mensen. Dit zijn 17.201 mensen (11,5%) meer dan bij de vorige census van 2000. De gemiddelde jaarlijkse groei komt daarmee uit op 1,51%, hetgeen lager is dan het landelijk jaarlijks gemiddelde over deze periode (2,04%). Vergeleken met de census van 1995 is het aantal mensen met 27.688 (19,9%) toegenomen.

De bevolkingsdichtheid van Kabankalan was ten tijde van de laatste census, met 166.970 inwoners op 726,4 km², 229,9 mensen per km².
Bacolod · Bago · Binalbagan · Cadiz · Calatrava · Candoni · Cauayan · Enrique B. Magalona · Escalante · Himamaylan · Hinigaran · Hinoba-an · Ilog · Isabela · Kabankalan · La Carlota · La Castellana · Manapla · Moises Padilla · Murcia · Pontevedra · Pulupandan · Sagay · Salvador Benedicto · San Carlos · San Enrique · Silay · Sipalay · Talisay · Toboso · Valladolid · Victorias